# Village miao des mille foyers de Xijiang
 (février 2015).
Si vous disposez d'ouvrages ou d'articles de référence ou si vous connaissez des sites web de qualité traitant du thème abordé ici, merci de compléter l'article en donnant les références utiles à sa vérifiabilité et en les liant à la section « Notes et références ».
Le Village miao des mille foyers de Xijiang (chinois : 西江千户苗寨 ; pinyin : xījiāng qiānhù miáozhài) est un grand village miao, rattaché au village de Xijiang (西江镇), placé sur le territoire du Xian de Leishan dans la ville-district de Kaili, dans la préfecture autonome miao et dong de Qiandongnan, province de Guizhou, en Chine.
Ce grand village qui atteint la taille d'une petite ville à flanc de collines, traversée par une rivière est composé de maisons en ossature bois typique de la minorité Miao de cette région.
De nombreux villages utilisant ce type d'habitation existent autour de celui-ci, cependant sa taille imposante, qui lui vaut son surnom de mille foyers, et son paysage sont uniques, ce qui lui a permis de devenir un pôle touristique.

## Galerie

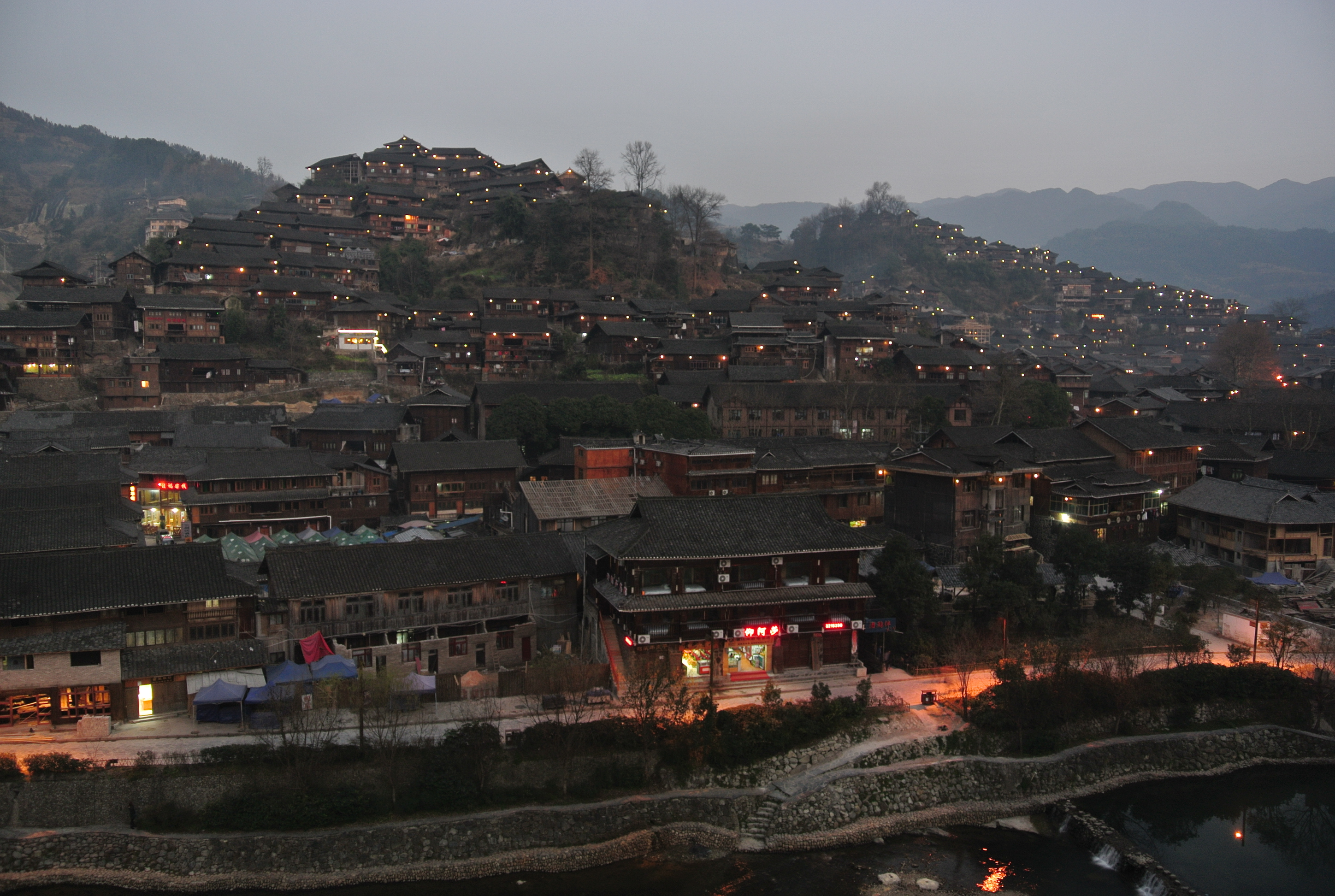
Vue de nuit du village
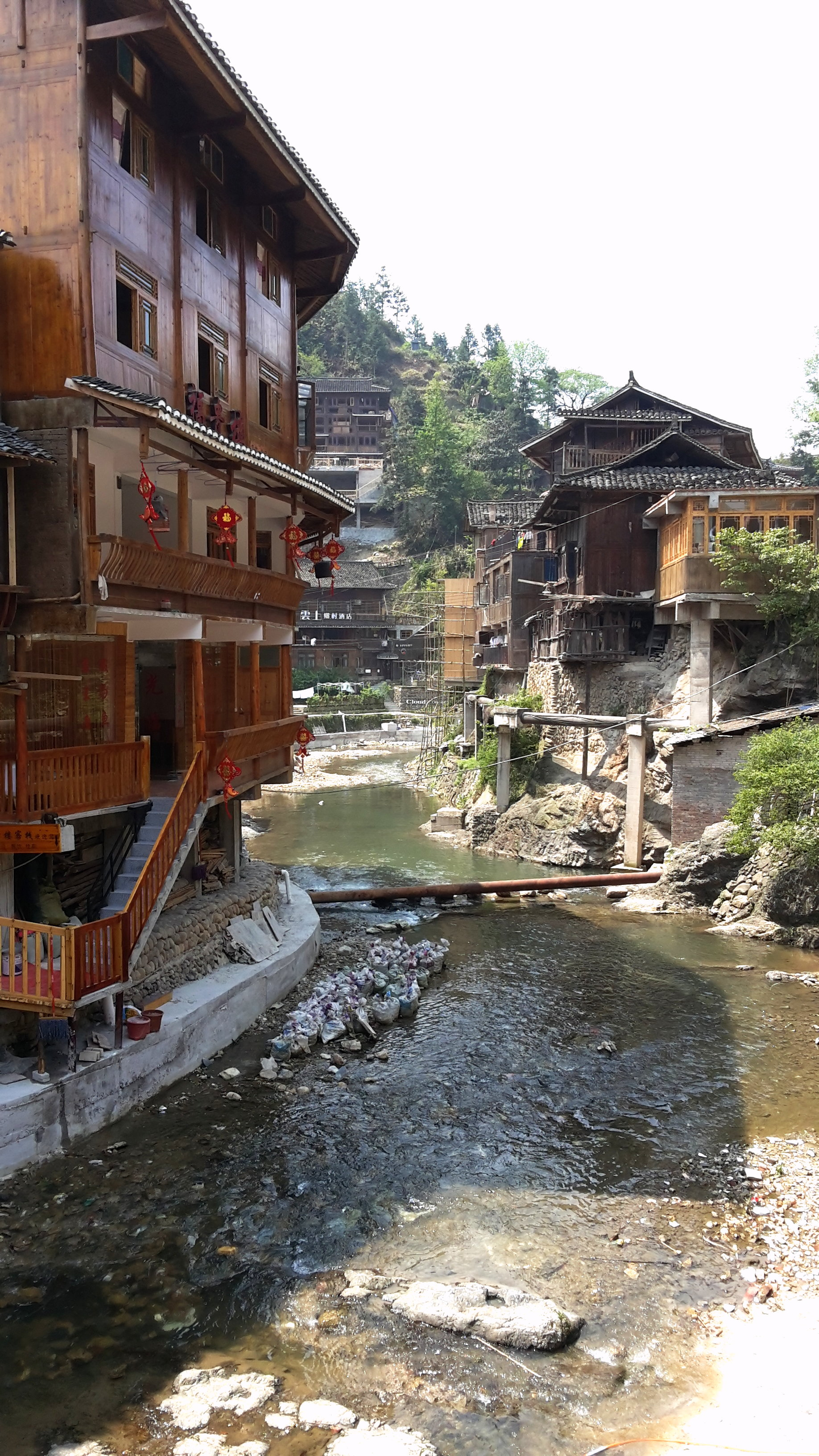
Le cours d'eau passant au milieu du village
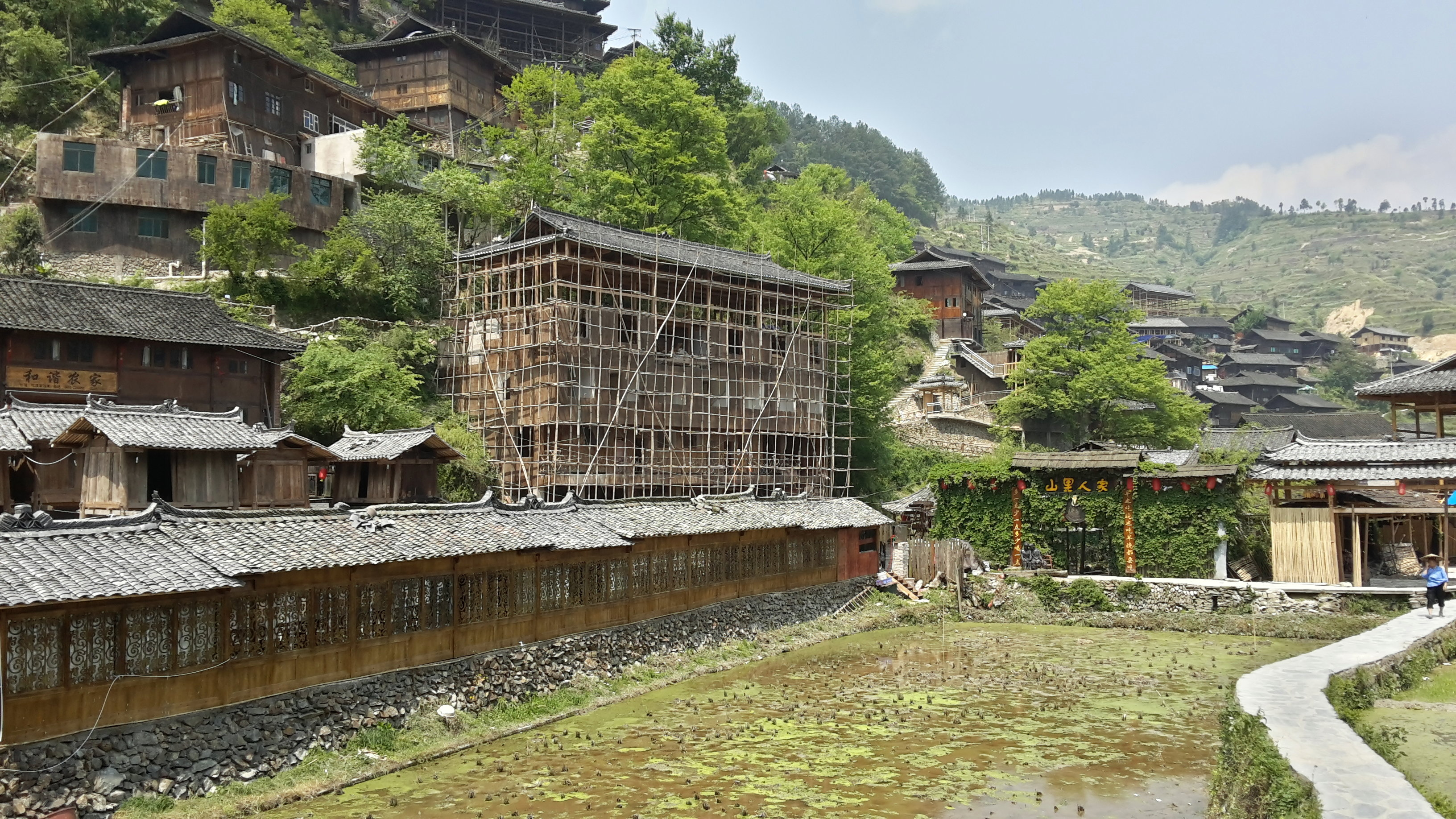
Étang de culture de lotus, au milieu du village.
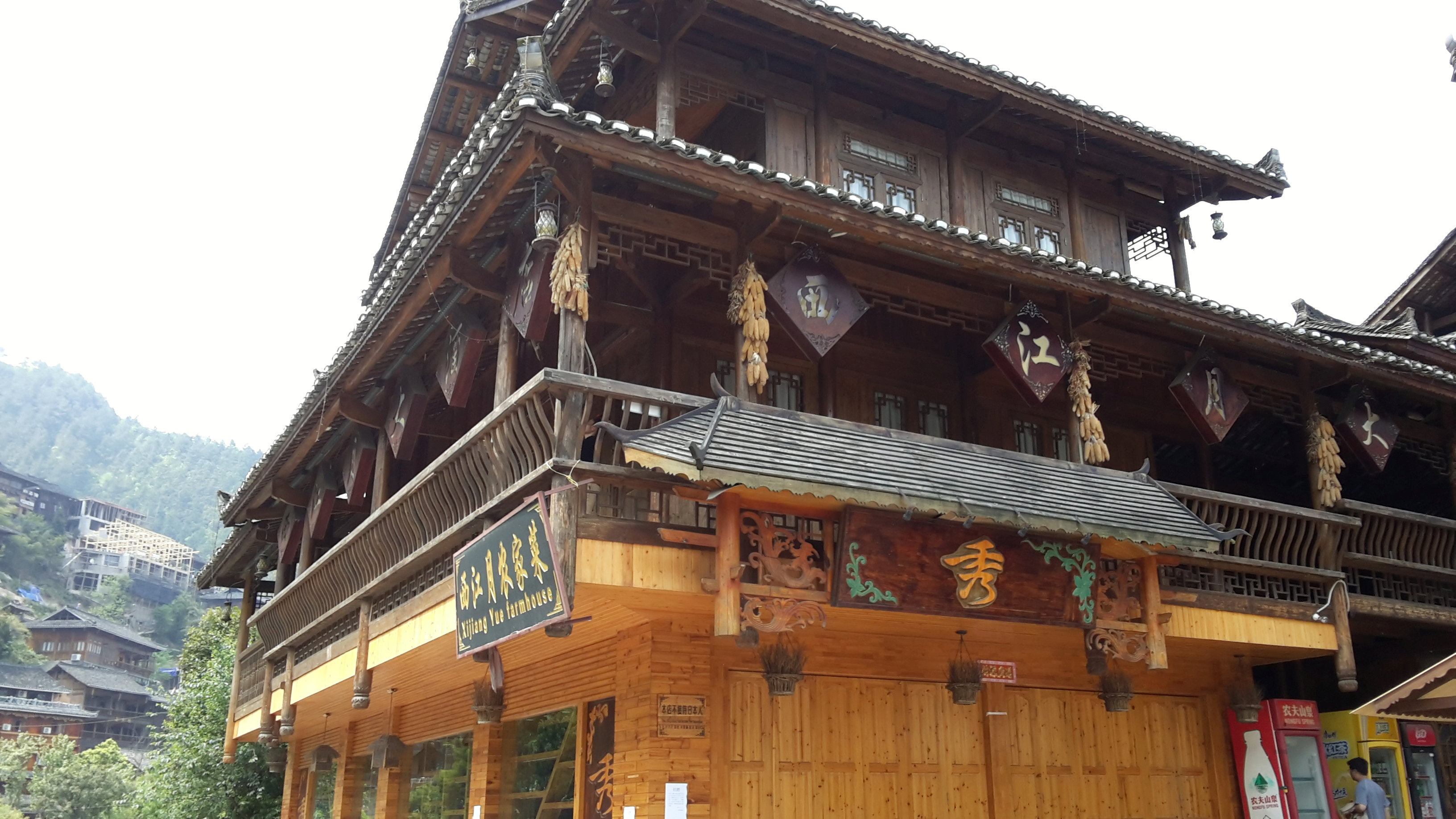
Magasin, dans une maison typique de cette région
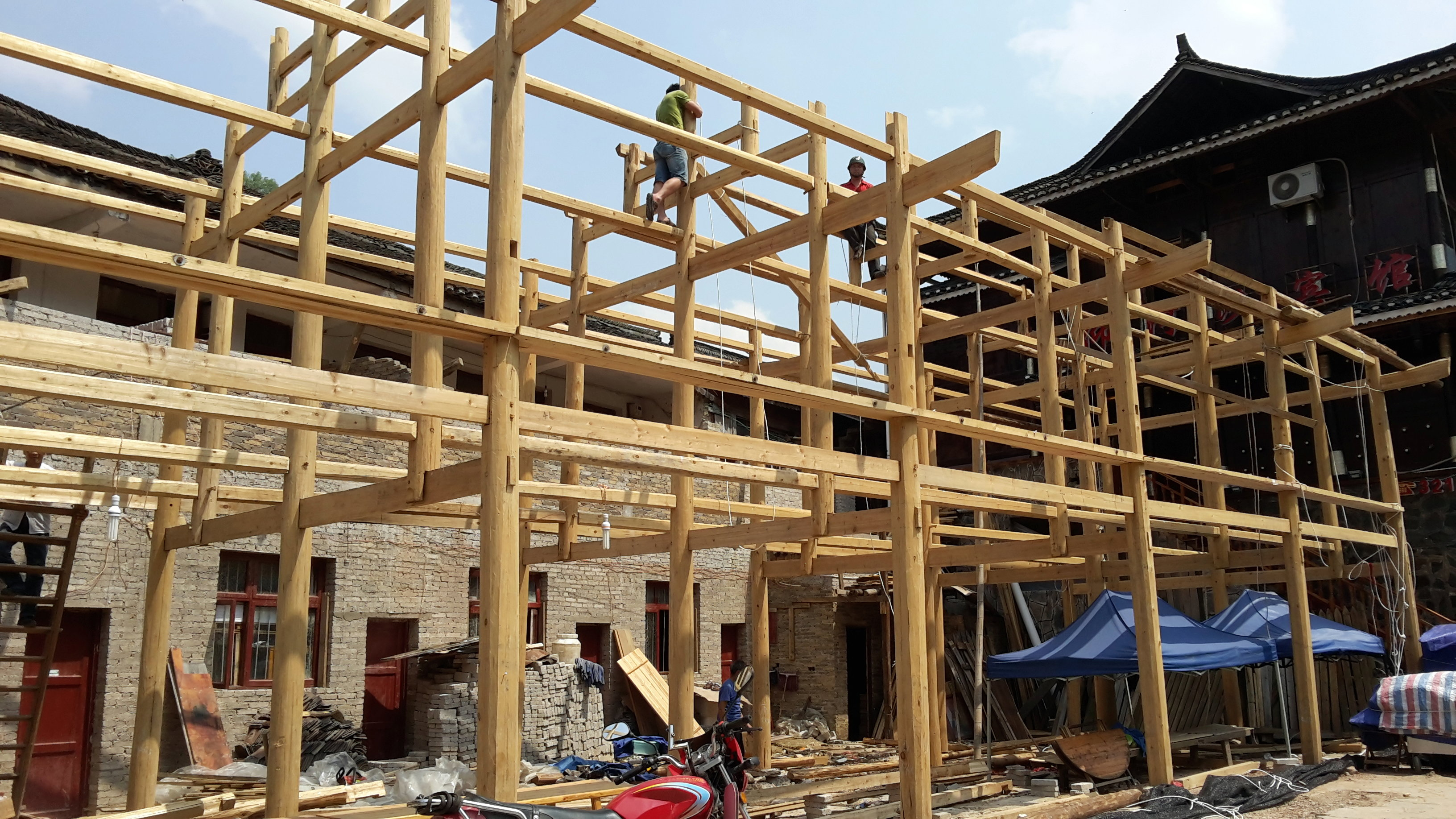
Les maisons sont en ossature à bois longs, emboîtées.
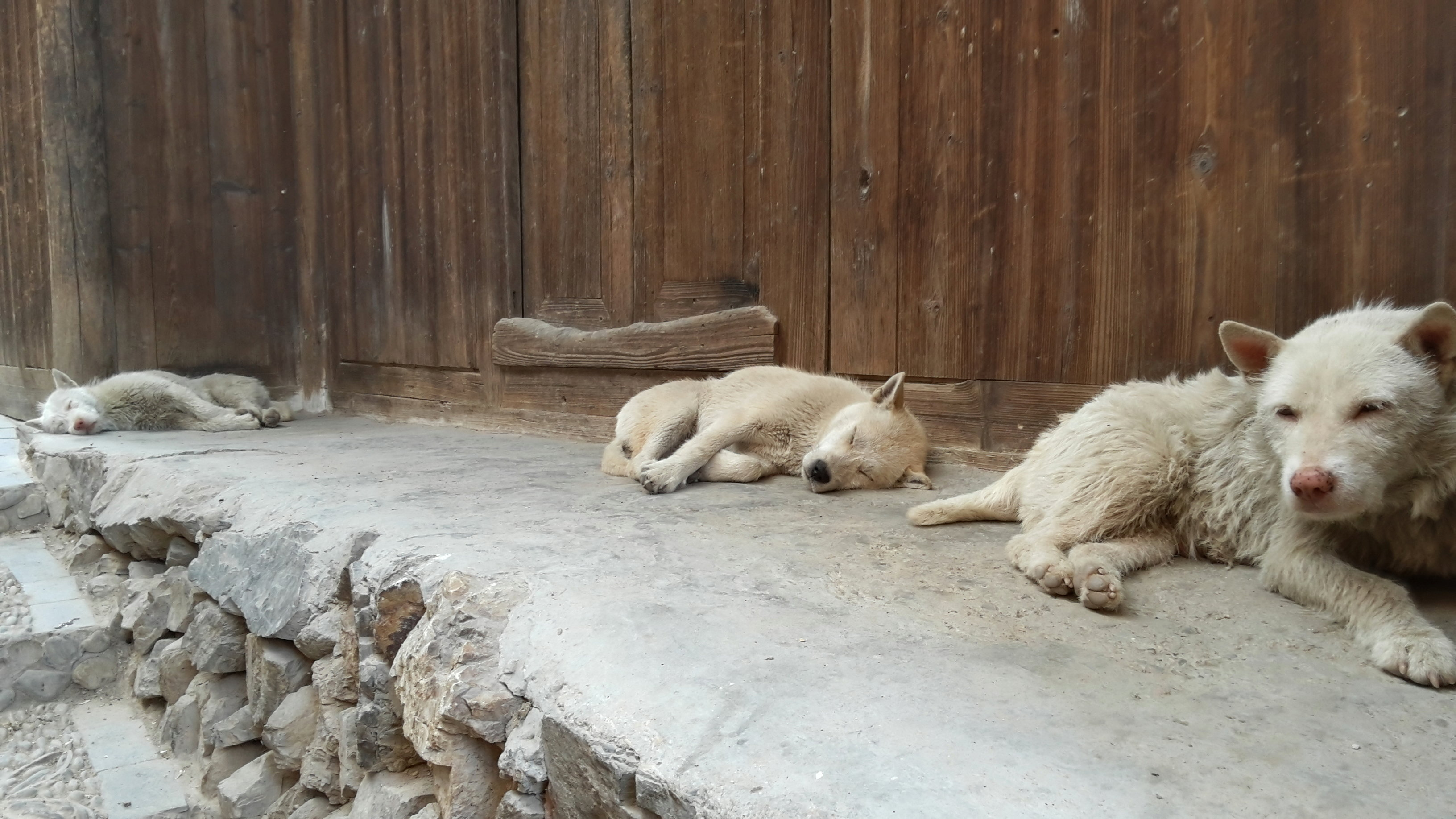
Chiens en pleine sieste sur les hauteurs du village.